# Tés

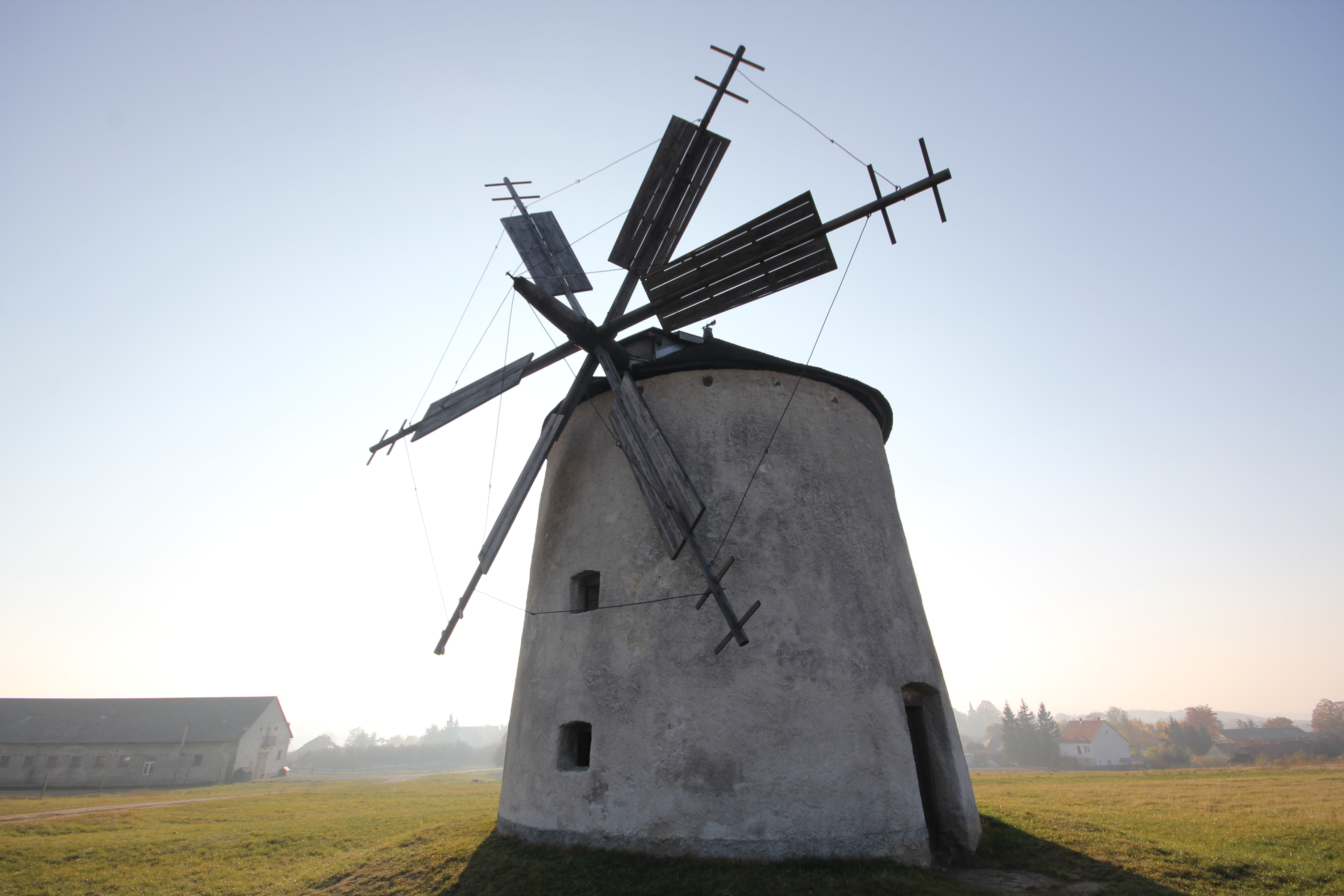
Větrný mlýn v Tési

Tés [téš] je obec v Maďarsku v župě Veszprém, spadající pod okres Várpalota. Nachází se asi 11 km severozápadně od Várpaloty. V roce 2015 zde žilo 766 obyvatel. Dle údajů z roku 2011 tvoří 79,3 % obyvatelstva Maďaři a 0,2 % Němci, přičemž 20,6 % obyvatel se ke své národnosti nevyjádřilo.
Kromě hlavní části zahrnuje obec i osadu Csőszpuszta, nacházející se jihovýchodně od Tése.

## Sousední obce
| Růžice kompasu | Bakonynána | Jásd  | Bakonycsernye | Růžice kompasu |
| Růžice kompasu | Olaszfalu  | Sever | Isztimér      | Růžice kompasu |
| Růžice kompasu | Olaszfalu  | Tés   | Isztimér      | Růžice kompasu |
| Růžice kompasu | Olaszfalu  | Jih   | Isztimér      | Růžice kompasu |
| Růžice kompasu |            | Öskü  | Várpalota     | Růžice kompasu |